# تام آلیسون (بازیکن فوتبال انگلیسی)
تام آلیسون (انگلیسی: Tom Allison; ۲۰ فوریهٔ ۱۹۲۱ – ۱ نوامبر ۲۰۱۰) بازیکن فوتبال اهل بریتانیا بود.
از باشگاه‌هایی که در آن بازی کرده‌است می‌توان به باشگاه فوتبال دارلینگتون اشاره کرد.